# Reserva Florestal de Recreio do Pinhal da Paz

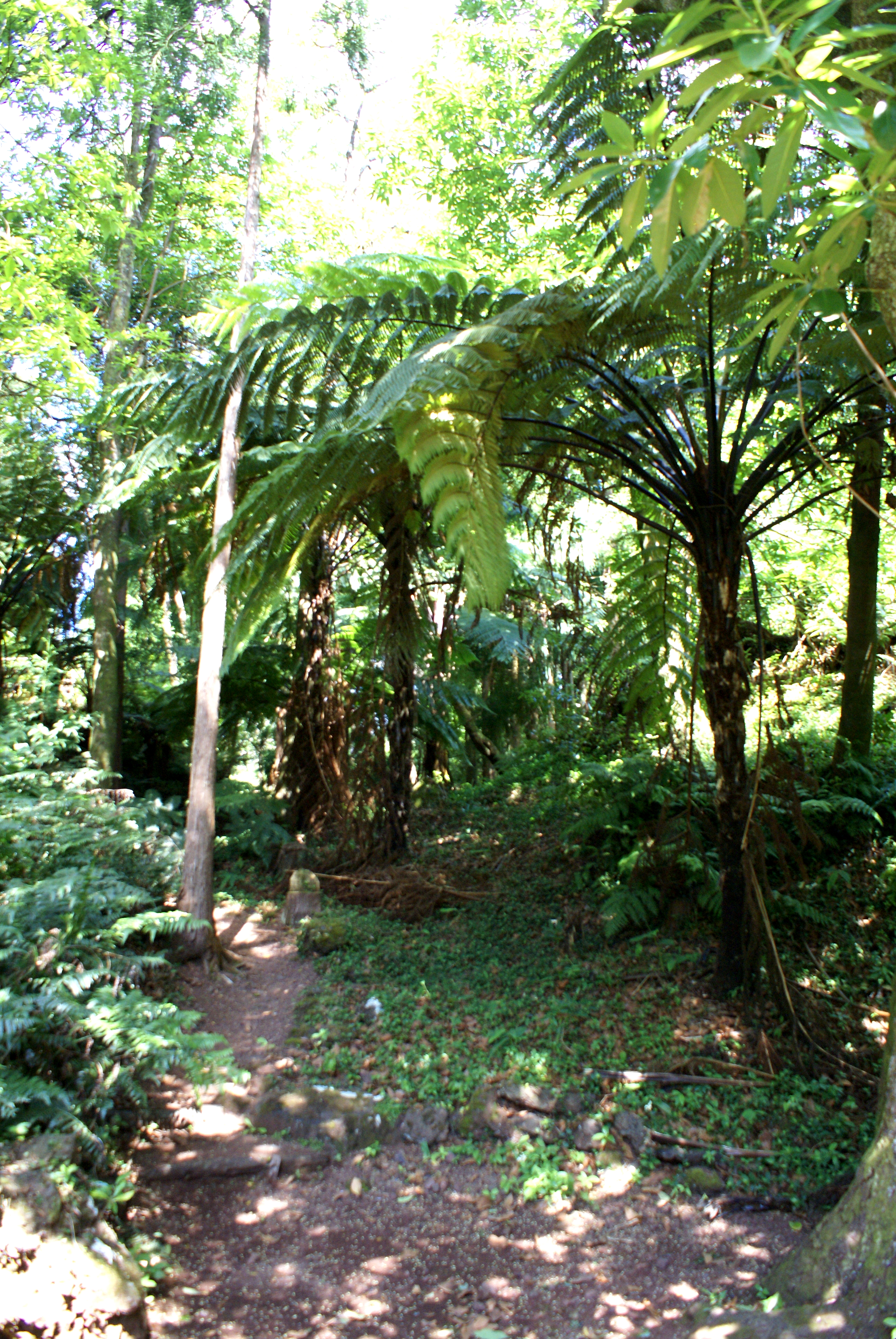
Pinhal da Paz, floresta de Fetos arbóreos.

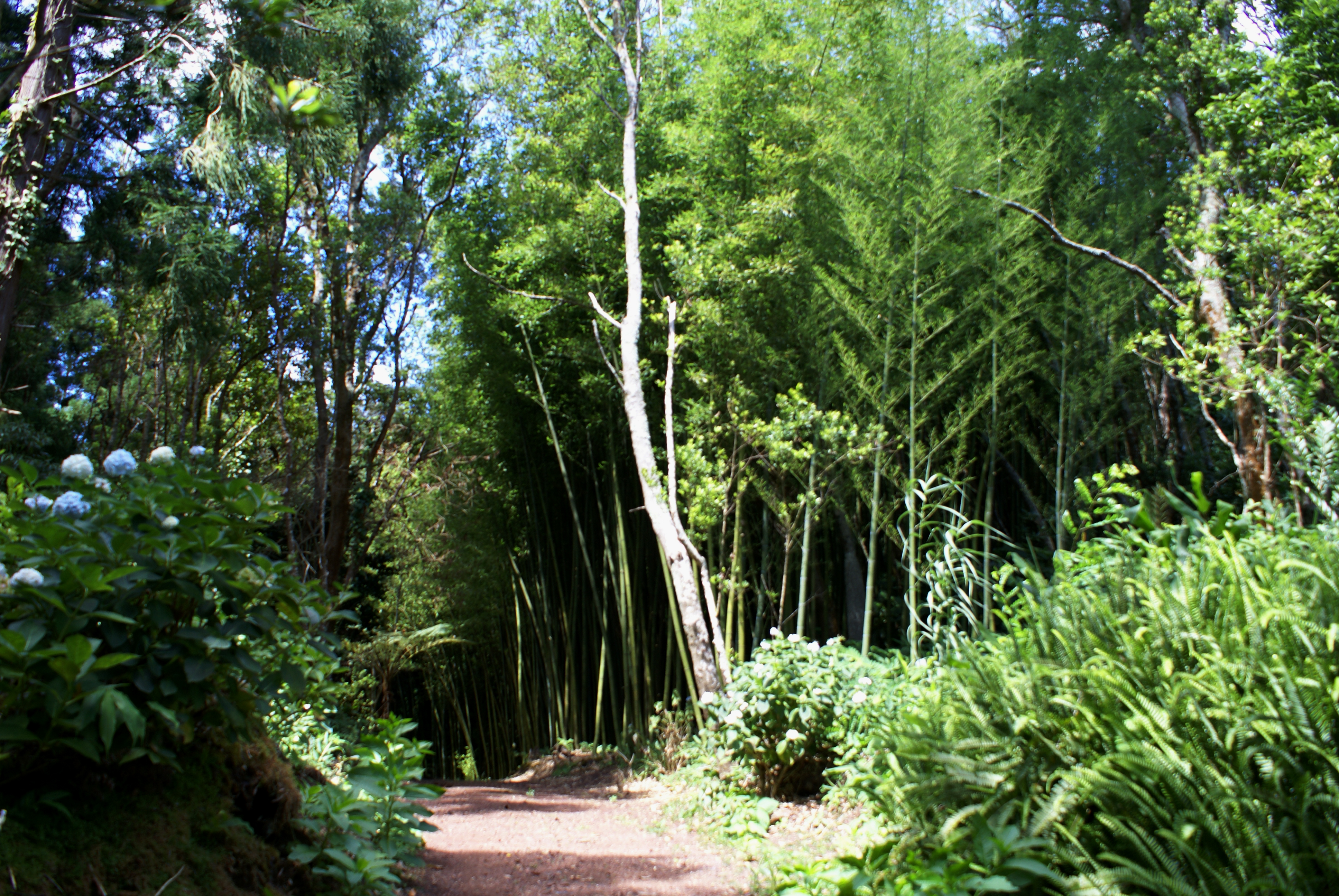
Pinhal da Paz.

A Reserva Florestal de Recreio do Pinhal da Paz também conhecida por Mata das Criações é um parque florestal português localizado na Fajã de Cima, concelho de Ponta Delgada, ilha açoriana de São Miguel.
Este parque tem uma área de 49 ha e está a uma cota de altitude de 240 metros.
Foi criado pelo Decreto Legislativo Regional Nº 15/2000 de 21 de Junho com o objectivo de disponibilizar uma área de lazer. Assim sendo este parque foi dotado de zona para piqueniques que inclui infra-estruturas como mesas, bancos, grelhadores com condições para uma refeição de lazer ao ar livre. 
Uma das especificidades deste parque é o facto de todo o material de uso corrente ter sido elaborado com o recurso a materiais de construção tradicionais, com vista ao seu bom enquadramento paisagístico. 
Neste parque encontra-se um Centro de Divulgação Florestal, colecções botânicas temáticas, circuito de manutenção física e miradouro com vistas panorâmicas. 
Encontra-se estrategicamente próximo dos centros urbanos de Ponta Delgada, da Ribeira Grande e da Lagoa.
Foi adicionado a este parque um miradouro que permite uma vista sobre o Pico do Cascalho e sobre parte da cidade de Ponta Delgada e das costas Sul e Norte de São Miguel.
Foi adicionada à flora existente no parque plantações de espécies vegetais exóticas e endémicas da Macaronésia e também uma colecção de hortênsias de cores variadas.
O horário de funcionamento destes parques florestais de recreio durante o Verão é compreendido entre as 8 e as 19 horas, de segunda a sexta-feira, e das 10 às 20 horas, ao fim de semana.

## História
Este parque foi um projecto iniciado por António do Canto, que recebeu os terrenos como heranças. As terras que formam o parque tem diferentes aspectos do ponto de vista geológico, uma vez que se trata de uma zona marcadamente vulcânica, este facto leva ao surgimento com alguma frequência ao surgimento de afloramentos rochosos, materiais piroclásticos muito sujeitos à erosão e uma vegetação composta por pinheiros, faia-da-terra, (Myrica faya) urze e acácias. 
Foi com base neste ambiente de aspecto selvagem que António do Canto deu inicio, no principio para seu uso, do daquilo que viria a ser o actual parque. Procedeu ao  plantio de pinheiros bravos, criptomérias por entre espécies ornamentais e exóticas como as hortênsias, as azáleas, os fetos arbóreos ou os eucatiptos-lima. Mandou abrir caminhos por entre o terreno florestal, procedendo à construção de casas de apoio, à captação de as águas da chuva e criando pastagens e pomares. 
O novo parque, aberto ao público, aos poucos, passou a integrar os passeios turísticos e António do Canto mudou o nome para Pinhal da Paz.
Na década de 70 do século XX, os herdeiros de António do Canto tomaram a iniciativa de manter o carácter de parque no Pinhal da Paz. Mas, no entanto, e por causa dos custos envolvidos, o Pinhal começou a perder parte do seu encanto e organização, quase voltando ao estado de mata selvagem.
Foi no inicio da década de 80 de século XX, e através do Decreto Regional n.º 12/82/A de 1 de Junho, do Governo Regional dos Açores, que é criada a "Reserva de Recreio do Pinhal da Paz", tendo em vista a criação e implementação de medidas de conservação do parque, medidas estas que tinham em linha de conta a riqueza da flora ainda existente, a sua extensão de quase 15 km e a assiduidade dos visitantes que, procuravam o Pinhal da Paz. A reserva seria gerida por uma comissão que, no entanto nunca chegou a ser nomeada, levando novamente a uma deterioração do parque.
Finalmente, após vários avanços e recuos, em 19 de Setembro de 1988 o Governo Regional adquiriu de forma definitiva o Pinhal da Paz à família de António do Canto, mas este só recomeçou a ser melhorado a partir do momento em que o VII Governo Regional, por via da Secretaria Regional da Agricultura, Pescas e Ambiente, o colocou sob a alçada da Direcção Regional dos Recursos Florestais, estabelecendo-se a Reserva Florestal de Recreio do Pinhal da Paz através do Decreto Regional n.º 15/2000/A de 21 de Junho.

## O Pinhal da Paz actualmente
Assim, foi a partir de 1998, começaram os trabalhos de recuperação da propriedade, já muito degradada, investindo-se largamente de forma a se poder proporcionar às populações os aspectos e a beleza de outrora, num local de lazer e de observação de espécies naturais, onde o respeito peta Natureza e as preocupações ambientais estão bem presentes. 
O dinamismo passou a ser uma das tónicas mais importantes na recuperação do Pinhal da Paz a partir da altura da criação do novo Serviço Florestal de Ponta Delgada, que transformou a face do parque, não só mantendo a sua estrutura tradicional e as espécies que o tornaram conhecido, mas também introduzindo novas espécies de plantas endémicas e infraestruturas de apoio.
A entrada do parque existe um parque de estacionamento amplo que foi construído de forma a facilitar o acesso a autocarros de turismo e das visitas escolares. 
Aqui localiza-se, e pertencendo ao tempo da construção original do parque, a Ermida da Senhora da Paz que se destaca pela sua simplicidade.
Ao longo de grande parte do pinhal, e destinado a actividades desportivas, foi construído um percurso de manutenção física com 1.700  metros e seis estações de exercício.
A pensar nas crianças, foram instaladas reproduções de casas de guardas florestais, verdadeiras casinhas de bonecas onde as crianças brinca; próximo encontra-se um parque infantil, com escorregas, baloiços e cordas para trepar.
Para quem quiser passar o dia ou fazer um piquenique, existem mesas, bancos e grelhadores que proporcionam refeições de lazer ao ar livre; por outro lado, e para maior comodidade e higiene dos visitantes, foram construídas várias casas de banho, e que incluem infraestruturas adaptadas a deficientes.
Com vista sobre a cidade de Ponta Delgada, foi edificado um miradouro no ponto mais elevado do parque, que oferece uma vista da cidade e seus arredores.
No que concerne a flora, os visitantes podem encontrar no Pinhal da Paz belos exemplares de Criptomérias, Azáleas, Bambus, Faias da Terra, Acácias, Pinheiros, bem como espaços temáticos com cactos, palmeiras, fetos, camélias, plantas endémicas e um vasto relvado com mais de um hectare; no que concerne a fauna, o expositor de aves tem para apreciação de todos os visitantes pavões, galinhas da Índia e faisões e um lago com cisnes.
Por fim, um palco para actividades artísticas e uma sala de apoio Proporcionam espectáculos ou encontros lúdicos e culturais.